# 27 Ceti
27 Ceti är en orange jätte i stjärnbilden Valfisken.
27 Ceti har visuell magnitud +6,09 och är svagt synlig för blotta ögat vid god seeing. Den befinner sig på ett avstånd av ungefär 305 ljusår.